# Gregorio Diamare
Gregorio Vito Diamare (Napoli, 13 aprile 1865 – Sant'Elia Fiumerapido, 6 settembre 1945) è stato un vescovo cattolico e abate italiano, medaglia d'oro al valor civile.

## Biografia
Nato a Napoli da Salvatore Diamare e Teresa Albano, iscritto all'università sente la vocazione verso la vita monastica nell'ordine benedettino ed entra nell'Arciabbazia di Montecassino, gli viene dato l'incarico della direzione del collegio interno. Nel 1909 viene nominato priore e l'anno successivo alla morte di Bonifacio Krug il 24 luglio diventa arciabate.
Per trentasei anni sarà l'abate di Montecassino. Fu nominato vescovo titolare di Costanza di Arabia il 12 marzo 1928. Il 18 settembre 1943 inviò tutti i monaci da Montecassino a Roma, restando nel monastero con pochi monaci, consapevole che il convento sarebbe stato bombardato durante la battaglia di Cassino.
Per merito suo e del tenente colonnello austriaco Julius Schlegel della Divisione corazzata "Hermann Göring", l'archivio con i più preziosi documenti bibliografici e le opere d'arte furono posti in salvo dai bombardamenti e consegnati in Vaticano l'8 dicembre 1943.

## Genealogia episcopale
La genealogia episcopale è:
- Cardinale Scipione Rebiba
- Cardinale Giulio Antonio Santori
- Cardinale Girolamo Bernerio, O.P.
- Arcivescovo Galeazzo Sanvitale
- Cardinale Ludovico Ludovisi
- Cardinale Luigi Caetani
- Cardinale Ulderico Carpegna
- Cardinale Paluzzo Paluzzi Altieri degli Albertoni
- Papa Benedetto XIII
- Papa Benedetto XIV
- Papa Clemente XIII
- Cardinale Marcantonio Colonna
- Cardinale Giacinto Sigismondo Gerdil, B.
- Cardinale Giulio Maria della Somaglia
- Cardinale Carlo Odescalchi, S.I.
- Cardinale Costantino Patrizi Naro
- Cardinale Serafino Vannutelli
- Cardinale Domenico Serafini, Cong. Subl. O.S.B.
- Cardinale Alessio Ascalesi, C.PP.S.
- Vescovo Gregorio Diamare, O.S.B.